# David Dekker
David Dekker (Amersfoort, 2 febbraio 1998) è un ciclista su strada olandese che corre per il team Euskaltel-Euskadi; è professionista dal 2021.

## Biografia
È il figlio dell'ex ciclista Erik Dekker.

## Palmarès

### Strada
- 2016 (Juniores)

Classifica generale Tour des Portes du Pays d'Othe
Wieze
GP B&R Rekkem
- 2017 (WV De Jonge Renner)

Oss Winter
Omloop Hoeksche Waard
Meerle-Hoogstraten
- 2019 (Metec-TKH p/b Mantel, cinque vittorie)

Bruxelles-Opwijk
Omloop van de Houtse Linies
1ª tappa Carpathian Couriers Race (Połaniec > Tarnów)
1ª tappa Ronde van Nord-Holland (De Rijp)
Campionati olandesi, Prova in linea Under-23
- 2020 (SEG Racing Academy, due vittorie)

Ster van Zwolle
Dorpenomloop Rucphen

### Altri successi
- 2018 (Metec-TKH p/b Mantel)

Classifica scalatori Olympia's Tour
- 2021 (Jumbo-Visma)

Classifica a punti UAE Tour

### Ciclocross
- 2015-2016

Kerstveldrit om d'n Ouwe Brandtoren

## Piazzamenti

### Grandi Giri
- Giro d'Italia

2021: non partito (14ª tappa)
2023: ritirato (8ª tappa)
2024: ritirato (17ª tappa)

### Classiche monumento
- Giro delle Fiandre

2021: 92º
2023: ritirato
2024: ritirato
- Parigi-Roubaix

2023: 110°
2024: ritirato

### Competizioni europee
- Campionati europei

Alkmaar 2019 - In linea Under-23: ritirato
Plouay 2020 - In linea Under-23: 73º